# Bourse subtendineuse inférieure du muscle biceps fémoral
La bourse subtendineuse inférieure du muscle biceps fémoral est une bourse synoviale du membre inférieur située au niveau du genou.

## Description
La bourse subtendineuse inférieure du muscle biceps fémoral est située entre le tendon terminal du muscle biceps fémoral et la ligament collatéral fibulaire de l'articulation du genou.